# Al-Hasa

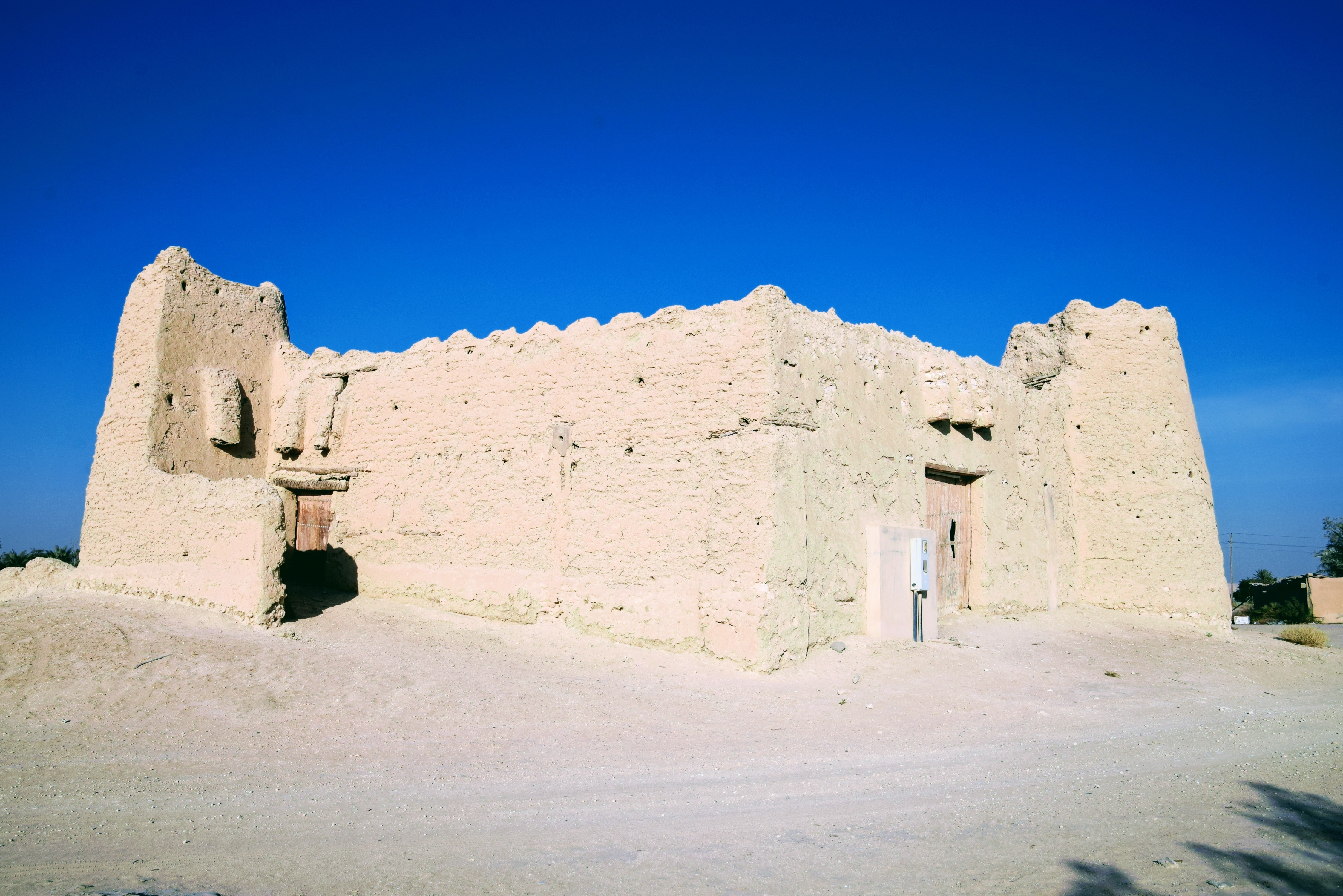
Al-hasa 2018

Al-hasa 2023

al-Hasa är en gammal provins i östra delen av Arabiska halvön vid Persiska viken. Området sträcker sig från Kuwait i norr till Qatar i söder och gränsar till Najd i väster. Området införlivades med Saudiarabien när denna stat bildades 1932. 
al-Hufuf är områdets viktigaste handels- och marknadscentrum och väster därom ligger världens största oljefält Ghawar. Det statsägda oljebolaget Saudi Aramco har sitt huvudkontor i Zahran vid kusten öster om al-Hufuf.
I Hasaområdet finns den största koncentrationen av shiamuslimer i det av sunnimuslimer dominerade Saudiaraben.